# 渡島鶴岡站

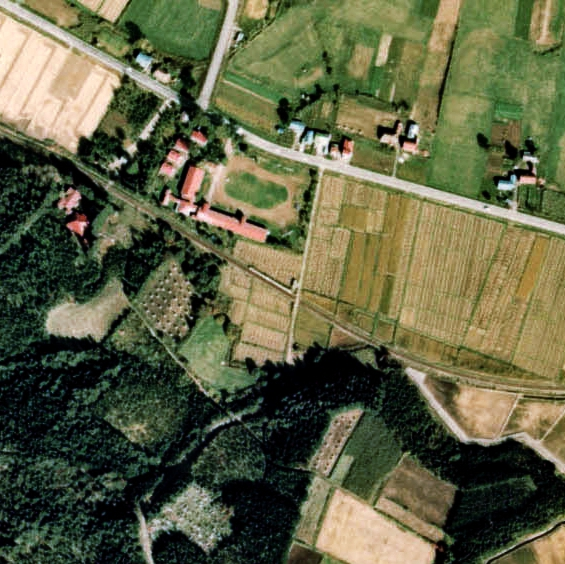
1976年的渡島鶴岡站與方圓約500米範圍。左邊是江差方向。當時設有簡易型1面1線單式月台。靠近木古內一方平交道旁設有候車室。

渡島鶴岡站（日语：／ Oshima-tsuruoka eki */?）是位於北海道上磯郡木古内町字鶴岡，北海道旅客鐵道的江差線車站（廢站）。隨著江差線木古內站至江差站廢除，車站在2014年（平成26年）5月12日廢除。在海峽線吉岡海底站和知內站廢除後至此站廢站之間約2個月期間，此站是北海道最南車站（現時道內最南車站是木古內站，如只計算無人車站則為札苅站。）。
在廢站後，車站變成運輸體驗設施「道南礦車鐵道」鶴岡公園站。

## 歷史
- 1964年（昭和39年）12月30日：日本國有鐵道開設此站。當時為客運車站。
- 1987年（昭和62年）4月1日 - 伴隨國鐵分割民營化，車站由北海道旅客鐵道（JR北海道）營運。
- 1989年（平成元年）12月8日：候車室（車站大樓）翻新[1]。
- 2014年（平成26年）
  - 3月15日：海峽線的吉岡海底站、知內站廢除[3]，此站成為北海道內最南車站。
  - 5月12日：江差線木古內站至江差站之間廢除，此站也廢除[4]。

## 車站構造
截至車站廢除前，此站是地面車站，設有1面1線的單式月台。
在車站啟用當初已經是無人車站，由木古內站管理。此站沒有車站大樓，在月台旁設有候車室。

## 使用狀況
| 乘車人次變化 | 乘車人次變化     |
| 年度         | 一日平均乘車人次 |
| ------------ | ---------------- |
| 2011         | 8                |
| 2012         | 7                |
| 2013         | 6                |

## 車站周邊
站名取自當地入植者來自庄內藩的鶴岡（現時：山形縣鶴岡市）。
- 北海道道5號江差木古內線（日语：北海道道5号江差木古内線）
- 中野館蹟 - 道南十二館之一
- 禪燈寺
- 鶴岡農村公園
- 木古內町立鶴岡小學 - 2011年3月關校[1]。在2015年起，校舍變成木古內町鄉土資料館「伊卡琳館」。
- 屏風山

車站附近設有函館巴士江差線代行巴士「鶴岡禪燈寺前」巴士站。

## 相鄰車站
北海道旅客鐵道（JR北海道）
江差線
木古內－渡島鶴岡－吉堀

## 注腳
1. 1 2 3 4 5 6 7  さよなら江差線編集委員会（編集） (编). . 北海道新聞社. 2014: 160. ISBN 978-4-89453-743-9 （日语）.
2. 1 2  道南トロッコ鉄道ホームページ （页面存档备份，存于）（日語）（2021年6月26日參閲）
3. ↑   (PDF) (新闻稿). 北海道旅客鉄道. 2013-09-13  [2014-06-18]. （原始内容 (PDF)存档于2013-09-27） （日语）.
4. ↑   (PDF) (新闻稿). 北海道旅客鉄道. 2013-04-26  [2013-04-26]. （原始内容 (PDF)存档于2013-05-13） （日语）.